# Al Wahda Football Club
Pour les articles homonymes, voir Al Wahda.
Le Wahda Club est un ancien club bahreïnien fondé en 1951, (section en football 1958) Il était basé dans la capitale Manama, avant ca disparition en 1996.
Après cela, le club a fusionné avec plusieurs autres clubs, dont le dernier était Al-Najma en 2001.
Al-Wahda a participé à la compétition de la Coupe d'Asie des vainqueurs de coupe de football à deux reprises, et c'était lors des saisons 1993-1994et 1995-1996, mais n'a pas réussi à passer le premier tour.

## Palmarès
| Compétitions nationales                                                              |
| ------------------------------------------------------------------------------------ |
| - Coupe de Bahreïn (3) - Vainqueur : 1988, 1992, 1994 - Finaliste : 1978, 1987, 1995 |